# الانتخابات التمهيدية

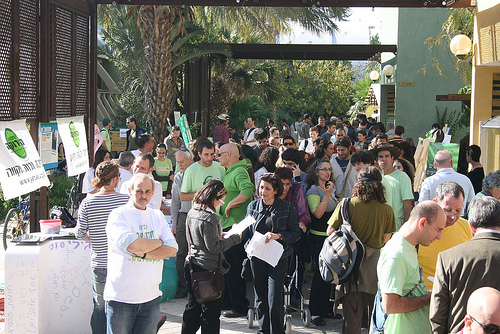

الانتخابات التمهيدية (بالإنجليزية: Primary elections)‏، هي عملية يمكن من خلالها للناخبين الإشارة إلى تفضيلهم لمرشح حزبهم، أو مرشح ما بشكل عام، في الانتخابات العامة المقبلة، أو الانتخابات المحلية، أو الانتخابات الفرعية. اعتمادًا على البلد والتقسيمات الإدارية داخل البلد، قد يتكون الناخبون من عامة الناس فيما يسمى الانتخابات التمهيدية المفتوحة، أو أعضاء حزب سياسي فقط فيما يسمى الانتخابات التمهيدية المغلقة. بالإضافة إلى ذلك، هناك متغيرات أخرى في الانتخابات التمهيدية (سوف تناقش أدناه) تستخدمها العديد من البلدان التي تجري انتخابات في جميع أنحاء العالم.
يمكن إرجاع أصول الانتخابات التمهيدية إلى الحركة التقدمية في الولايات المتحدة، التي هدفت إلى نقل سلطة ترشيح المرشحين من قادة الأحزاب إلى الشعب. ومع ذلك، تسيطر الأحزاب السياسية على طريقة تسمية المرشحين للمناصب باسم الحزب. تشمل الطرق الأخرى لاختيار المرشحين المؤتمرات الحزبية والمؤتمرات واجتماعات الترشيح.

## الأنواع

### بشكل عام
عندما تنظم الانتخابات التمهيدية من قبل الأحزاب -وليس الإدارة- يمكن التمييز بشكل عام بين نوعين من الانتخابات التمهيدية:
- التمهيدية المغلقة.[2] (المرادفات: الانتخابات التمهيدية الداخلية، الانتخابات التمهيدية للحزب) في حالة الانتخابات التمهيدية المغلقة أو الانتخابات التمهيدية الداخلية أو الانتخابات التمهيدية للحزب، يمكن فقط لأعضاء الحزب التصويت.
- التمهيدية المفتوحة.[3] يمكن لجميع الناخبين المشاركة في الانتخابات التمهيدية المفتوحة ويمكنهم الإدلاء بأصواتهم على ورقة اقتراع لأي حزب. قد يطلب الحزب منهم التعبير عن دعمهم لقيم الحزب ودفع مساهمة صغيرة في تكاليف الانتخابات التمهيدية.

### الولايات المتحدة
في الولايات المتحدة، يمكن التمييز بين الأنواع الأخرى:
- التمهيدية المغلقة. لا يجوز للناس التصويت في الانتخابات التمهيدية للحزب إلا إذا كانوا أعضاء مسجلين في ذلك الحزب قبل يوم الانتخابات. لا يمكن للمستقلين المشاركة. لاحظ أنه نظرًا لأن بعض الأحزاب السياسية تسمي نفسها مستقلة، فإن المصطلحات (غير حزبية) أو (غير منتسبة) غالبًا ما تحل محل مستقل، عند الإشارة إلى أولئك الذين لا ينتمون إلى الحزب السياسي. ثلاث عشرة ولاية وواشنطن العاصمة -كونيتيكت وديلاوير وفلوريدا وكنساس وكنتاكي ولويزيانا وماين وماريلاند ونبراسكا ونيو مكسيكو ونيويورك وبنسلفانيا ووايومنغ- أغلقت الانتخابات التمهيدية.[4][5]
- شبه المغلقة. مثلما هو الحال في الانتخابات التمهيدية المغلقة، يمكن لأعضاء الحزب المسجلين فقط التصويت في الانتخابات التمهيدية لحزبهم. ومع ذلك، تسمح الأنظمة شبه المغلقة للناخبين غير المنتسبين بالمشاركة أيضًا. اعتمادًا على الولاية، يقوم المستقلون إما باختيار الحزب في الانتخابات التمهيدية بشكل خاص -داخل مقصورة التصويت- أو علنًا، من خلال التسجيل مع أي حزب في يوم الانتخابات. خمسة عشر ولاية -ألاسكا، وأريزونا، وكاليفورنيا، وكولورادو، وإلينوي، وأيوا، وكانساس، ونيو هامبشاير، ونيوجيرسي، ونورث كارولينا، وأوهايو،[6] وأوريغون، ورود آيلاند، ويوتا، وويست فيرجينيا- لديها انتخابات تمهيدية شبه مغلقة تسمح للناخبين بالتسجيل أو تغيير تفضيل الحزب في يوم الانتخابات.[7] تسمح ولاية ماساتشوستس للناخبين غير المسجلين أو أعضاء الأحزاب الصغيرة بالتصويت في الانتخابات التمهيدية لأي من الحزبين الرئيسيين، ولكن يجب إجراء تغييرات التسجيل أو الحزب قبل 20 يوم على الأقل من الانتخابات التمهيدية.[8]

- التمهيدية المفتوحة. يجوز للناخب المسجل التصويت لأي حزب أساسي بغض النظر عن انتمائه الحزبي. أربع عشرة ولاية -ألاباما وأركنساس وجورجيا وهاواي وميتشيغان ومينيسوتا وميسوري ومونتانا ونورث داكوتا وساوث كارولينا وتكساس وفيرمونت وفيرجينيا وويسكونسن- لديها انتخابات تمهيدية مفتوحة. عندما لا يقوم الناخبون بالتسجيل مع حزب قبل الانتخابات التمهيدية، يُطلق عليه اسم اختيار حزب أساسي لأنه يمكن للناخب تحديد الحزب الأساسي الذي يرغب في التصويت له في يوم الانتخابات. بسبب الطبيعة المفتوحة لهذا النظام، قد تحدث ممارسة تعرف باسم المداهمة (أو الإغارة). تتكون المداهمات من ناخبي أحد الأحزاب الذين يجتازون التصويت في الانتخابات التمهيدية لحزب آخر، ما يسمح فعليًا للحزب بالمساعدة في اختيار مرشح المعارضة. النظرية هي أن أعضاء الحزب المعارض يصوتون لأضعف مرشح من الحزب المقابل من أجل منح حزبهم ميزة في الانتخابات العامة. يمكن رؤية مثال على ذلك في انتخابات ولاية فيرمونت التمهيدية لمجلس الشيوخ لعام 1998 بترشيح فريد توتل كمرشح جمهوري في الانتخابات العامة
- شبه المفتوحة. لا يحتاج الناخب المسجل أن يعلن علنًا عن الحزب السياسي التمهيدي الذي سوف يصوت له قبل الدخول إلى مقصورة التصويت. عندما يعرّف الناخبون عن أنفسهم لمسؤولي الانتخابات، يجب عليهم طلب اقتراع خاص بالحزب. يدلي كل ناخب بورقة اقتراع واحدة. في العديد من الولايات ذات الانتخابات التمهيدية شبه المفتوحة، يطلب مسؤولو الانتخابات أو موظفو الاقتراع من أحزابهم اختيار كل ناخب للحزب ويوفرون الوصول إلى هذه المعلومات. يتمثل الاختلاف الأساسي بين النظام التمهيدي شبه المفتوح والنظام التمهيدي المفتوح في استخدام الاقتراع الخاص بحزب معين. في الانتخابات التمهيدية شبه المفتوحة، يصدر إعلان عام أمام قضاة الانتخابات وإعطاء الاقتراع الخاص بحزب معين للناخب للإدلاء به. قد تطبع بعض الدول التي تستخدم التنسيق التمهيدي المفتوح بطاقة اقتراع واحدة ويجب على الناخب أن يختار في بطاقة الاقتراع أي حزب سياسي. مرشحي الحزب السياسي الذي سوف يختارونه لمنصب متنازع عليه.
- التمهيدية الشاملة. انتخابات تمهيدية لا يقتصر فيها الاقتراع على مرشحين من حزب واحد.
- الشاملة غير الحزبية التمهيدية. انتخابات تمهيدية لا يقتصر الاقتراع فيها على المرشحين من حزب واحد، إذ يتقدم أكبر مرشحين إلى الانتخابات العامة بغض النظر عن الانتماء الحزبي. اشتهرت ولاية لويزيانا في ظل هذا النظام، الذي أطلق عليه اسم الغابة التمهيدية. استخدمت كاليفورنيا أولًا نظام غير حزبي تمهيدي شامل منذ عام 2012 بعد تمرير الاقتراح 14 في عام 2010، واستخدمت ولاية واشنطن أولًا النظام الشامل غير الحزبي منذ عام 2008.[9]

## الانتخابات التمهيدية في الولايات المتحدة
الولايات المتحدة هي واحدة من عدد قليل من الدول التي تختار المرشحين من خلال التصويت الشعبي في نظام الانتخابات التمهيدية؛ تعتمد معظم الدول الأخرى على قادة الأحزاب أو أعضاء الحزب الذين يدفعون أموالًا لاختيار المرشحين، مثلما كان الحال سابقًا في الولايات المتحدة في السياسة الحديثة،  وصفت الانتخابات التمهيدية بأنها وسيلة مهمة لاتخاذ القرار من المطلعين السياسيين إلى الناخبين، على الرغم من أن هذا كان وما زال محل خلاف من خلال أبحاث العلوم السياسية المختارة. يختار المرشحين للانتخابات العامة الفيدرالية والولائية والمحلية في الانتخابات التمهيدية التي تنظمها الإدارة العامة لعامة الناخبين للمشاركة فيها بغرض تسمية المرشحين الرسميين للأحزاب المعنية؛ يبدأ ناخبو الولاية العملية الانتخابية للحكام والمشرعين من خلال العملية التمهيدية، وكذلك للعديد من المسؤولين المحليين من أعضاء مجالس المدينة إلى مفوضي المقاطعات. يتولى المرشح الذي ينتقل من الانتخابات التمهيدية ليكون ناجحًا في الانتخابات العامة منصبًا عامًا.

### الانتخابات غير الحزبية
يمكن استخدام الانتخابات التمهيدية في الانتخابات غير الحزبية لتقليل مجموعة المرشحين الذين ينتقلون إلى الانتخابات العامة (الانتخابات التمهيدية المؤهلة). (في الولايات المتحدة، العديد من انتخابات مجالس المديريات والمقاطعات والمدارس غير حزبية). بشكل عام، إذا حصل المرشح على أكثر من 50٪ من الأصوات في الانتخابات التمهيدية، ينتخب تلقائيًا دون الحاجة إلى الترشح مرة أخرى في انتخابات عامة. إذا لم يحصل أي مرشح على الأغلبية، فإن عدد المرشحين الذين يجتازون الانتخابات التمهيدية ضعف عدد المرشحين الذين يمكن أن يفوزوا في الانتخابات العامة، لذلك فإن الانتخابات التمهيدية ذات المقعد الواحد سوف تسمح للمرشحين الأساسيين الأولين بالمشاركة في الانتخابات العامة التالية.